# Três Estandartes Vermelhos
Três Estandartes Vermelhos (chinês: 三面红旗) foi um slogan ideológico do final da década de 1950 que conclamava o povo chinês a construir um estado socialista. Os "Três Estandartes Vermelhos", também chamados de "Três Bandeiras Vermelhas", consistiam na Linha Geral para a construção socialista, no Grande Salto Adiante e nas comunas populares.
Após o primeiro Plano Quinquenal, a República Popular da China continuou sua construção socialista ao introduzir o "Movimento das Três Bandeiras Vermelhas". A Linha Geral instruiu o povo chinês a "Fazer o seu melhor, mirar longe e construir o socialismo com resultados maiores, mais rápidos, melhores e mais econômicos". No final de 1958, quase todos os camponeses chineses estavam organizados em comunas com uma média de 5.000 famílias cada. Todas as propriedades privadas foram tomadas ou doadas para as comunas e as pessoas não tinham permissão para cozinhar sua própria comida e, em vez disso, comiam em refeitórios comunitários.
O Grande Salto Adiante, iniciado em 1958, foi uma campanha para modernizar rapidamente usando os vastos recursos de mão de obra da China em projetos agrícolas e industriais. Em vez disso, o Salto resultou em destruição econômica e dezenas de milhões de mortes por fome, e foi praticamente abandonado no início de 1962. A participação em comunas foi gradualmente reduzida no início dos anos 1960, com alguma propriedade privada e empreendimento novamente sendo permitidos. As comunas continuaram até serem desmanteladas no início dos anos 1980 sob Deng Xiaoping.